# 藏獐牙菜
藏獐牙菜（学名：Swertia racemosa），为龙胆科獐牙菜属下的一个植物种。